# Jazzman Records
Jazzman Records is een Brits platenlabel, dat zich gespecialiseerd heeft in het heruitbrengen van zeldzame jazz, funk en soul-grammofoonplaten. Het label werd in 1998 in Londen opgericht door diskjockey Gerald Short. Het heeft verschillende sublabels: FUNK45, SOUL7, Stark Reality, Soul Spectrum, Fryers en Jukebox Jam. Het label is gevestigd in Henley-on-Thames.